# Vandtårnet på Sjællandsvej
Vandtårnet på Sjællandsvej i Kolding kaldes for mange ting, heriblandt; Paddehatten, Champagneproppen, eller det mere officielle Vandtårn Øst. Vandtårnet blev opført i 1967.
Tårnet er tegnet af arkitekten Henning Noes-Pedersen, der har stået bag flere byggerier i Kolding fra 1950’erne og frem til 1970’erne. Den 27. august 2019 blev det offentliggjort, at designer Christina Hembo har købt vandtårnet.

## Arkitektur
Vandtårnet består af en betonkerne med et udvendigt stålskelet, der er beklædt med metalplader. Dette gjorde vandtårnet meget dyrere end forventet med en pris på 1,6 mio kr. Vandtårnet blev renoveret i 1999.
Under byggeriet opstod der flere overvejelser om at anvende vandtårnet som udsigtstårn eller at lave en restaurant på toppen. Ingen af disse blev dog realiseret.

### Boligprojekt
Efter lang tids usikkerhed om tårnets skæbne, blev det den 27.8. 2019 offentliggjort, at designer Christina Hembo har købt tårnet.  Hembo fremlagde hendes planer for hendes modernisering af tårnet og samtidigt hendes designmæssige "facelift" og modernisering af tårnets oprindelige design. Samtidigt omdøbtes tårnet til CHRISTINA Tower.

Christina Hembos planer blev behandlet i Koldings plan- bolig- og miljøudvalg 4. marts 2020 og i referatet kan man læse, at lokalplanen der lovliggør planerne forventes færdig i den politiske behandling januar 2021. Man må med andre ord væbne sig med en vis tålmodighed inden ny-fortolkningen af tårnet kan omsættes i praksis.